# Price Glacier (glaciär i Sydgeorgien och Sydsandwichöarna)
Price Glacier är en glaciär i Sydgeorgien och Sydsandwichöarna (Storbritannien). Den ligger i den nordvästra delen av Sydgeorgien och Sydsandwichöarna.
Terrängen runt Price Glacier är kuperad. Havet är nära Price Glacier åt sydväst.  Det finns inga samhällen i närheten. 